# 常营清真寺
常营清真寺，位于北京市朝阳区常营地区常营民族新村。1986年，朝阳区人民政府将“常营清真寺”公布为“北京市朝阳区文物保护单位”。

## 历史
常营清真寺创建于明朝正德年间，清朝嘉庆年间重修，如今占地面积8400余平方米，是北京市郊规模最大的清真寺。
清朝嘉庆年间立的《通州长营庄重修清真寺碑记》载：“长营庄古有清真寺一座。考其曩昔，乃大明正德年间创建，教经重修，迄今世远，年湮受风雨吹损，残旧难堪，有本庄乡老等触目惊心，不忍坐视倾圮，且不吝资财，置买砖、瓦、木、石等项，以备匠艺需用，众乡老见此胜举，心悦诚服，亦协助工资。自嘉庆二年春三月起工至三年冬十月告竣。修整殿宇辉煌，廊腰轮奂，绮与休哉，何其盛也。”后面附有山东济宁州禁三掌教世袭序，“嘉庆元年重修清真寺，三年完工。”“嘉庆九年，置地壹顷四十亩，计地二段，坐落寺北六十亩，南八十亩，乃系寺内大学、小学、阿訇费用”。
常营清真寺的礼拜大殿北墙角，有一块刻于民国二十六年（1937年）十月的汉白玉质地的《先母遗言》碑，碑文首题“志女沐浴所之纪念”，记载了常营清真寺女堂的情况。碑文结尾落款为“孙媳张杨宪英书”，这是朝阳区全境现存的石碑里第一块由女性书写的碑文。《先母遗言》中记载：“牺牲西院家舍，乃将前之女校改建女子沐浴所。但东侧两间保留，为麟等归里住在之所”。碑文中提及的“麟”，指奉天醒时报社社长张兆麟，是中华民国时期的“回族五大报人”之一。张兆麟，字子歧，回族，祖籍河北省通县营村。
文革期间，常营清真寺遭破坏，曾经被改为翻砂厂、草板厂的料厂或车间。1979年落实政策后，逐步获得修整及重建。
1986年，当地回族群众集资修缮常营清真寺。1986年，常营清真寺被公布为朝阳区文物保护单位。1998年3月，中共常营乡党委、常营乡人民政府启动常营清真寺改扩建工程。2002年，又启动该清真寺史上规模最大、投资最多的改扩建工程。整个工程在2004年10月底竣工。2008年3月，朝阳区人民政府拨款100万元人民币，更换主大殿顶瓦，并重新油漆彩绘大殿内部。
20世纪末到21世纪初，本坊的哈吉曾经有伊玛目秦玉文、阿訇张玉昆、乡老海德富等人。其中，哈吉奴尔·穆罕麦德·秦玉文，是北京知名的大伊玛目管华亭的门生，曾倡建穆信小学。北京市伊斯兰教协会常委肖保恒曾经担任本寺寺管会主任。

## 建筑
常营清真寺自南至北依次有三座寺门，整体建筑坐西朝东，是两进院落。第一进院北侧是男、女水房，南侧是女课室五间，正殿是卷棚式三卷勾连搭，其中前轩是大式硬山筒瓦挑大脊，后厦是歇山箍头脊，上面有六角攒尖亭，屋面采用黄绿琉璃瓦。正殿平面为亚子形，面阔五间，进深八间，可容200至300名穆斯林同时礼拜。21世纪初，增建一座女殿，供女性穆斯林做礼拜。
常营清真寺内现在收藏有手抄本《古兰经》30本、《伟嘎叶》2部、《尔嘎叶代》1部、《嘎最》4本等经书，还有清末民初时期该寺特制铜水壶等文物。